# Barkijáruk nagyszeldzsuk szultán
Bark(i)járuk (بركيارق [Bark(i)yāruq]), muszlim nevén Abu l-Muzaffar (أبو المظفر [Abū l-Muẓaffar]), uralkodói nevén Rukn ad-Dunja va d-Dín (ركن الدنيا والدين [Rukn ad-Dunyā wa d-Dīn]), 1079/1080 – 1105 januárja) a Szeldzsuk-család tagja, Maliksáh nagyszeldzsuk szultán fia, 1092 novemberétől haláláig nagyszeldzsuk szultán volt. Uralkodását hatalmi harc kísérte végig nagybátyjai, illetve két féltestvére, az utóbb szintén trónra kerülő Muhammad Tapar és Szandzsar ellen.

## Az első küzdelmek
Maliksáh halálakor legidősebb fia, a Zubajda nevű unokatestvérétől (Jákúti nevű nagybátyjának lányától) származó Barkjáruk még csak 13 éves volt. Korántsem ő volt az egyetlen szeldzsuk-házi herceg, aki trónigénnyel jelentkezett. Bagdadban az elhunyt szultán befolyásos özvegye, Turkán Hátun a szultán egy négyéves féltestvérét, Mahmúdot kiáltotta ki uralkodóvá. Erre az előző évben meggyilkolt nagyvezír, Nizám al-Mulk fiai és hívei elragadták Barkjárukot Iszfahánból, és északra, a dzsibáli Rajjba vitték, ahol őt kiáltották ki szultánná. Rajtuk kívül Barkjáruk két apai nagybátyja, a Szíriát igazgató Tutus, valamint a horászáni Arszlán Argún, továbbá anyai nagybátyja, az északi Ádzarbajdzsán és Arrán vidékét uraló Iszmáíl ibn Jákúti is magának követelte a nagyszultáni címet. Iszmáílt Barkjáruk hívei ölték meg, Turkán Hátun és Mahmúd pedig rövidesen meghalt (1094). Tutusnak sikerült elfoglalnia Felső- és Alsó-Mezopotámiát, majd betört a Dzsibálba. Ekkor néhány nagy emírje elhagyta, és a Barkjáruk mellett kiálló erők legyőzték és megölték (1095).

## Testvérharc
1096-ra Arszlán Argúnt is elérte a vég, és elvileg helyreállt a Nagyszeldzsuk Birodalom egysége. A gyakorlatban azonban a peremvidékek önálló szultánságokká váltak: Tutus két fia, Dukák és Ridván megmaradhatott Damaszkusz és Aleppó élén, és bár névleg elismerték unokatestvérük főségét, Barkjáruk nem volt képes beavatkozni ügyeikbe. Az északi tartományok élére egy öccsét, Muhammad Tapart nevezte ki, a folyton lázongó és távoli Horászánt pedig egy másik öccsére, Szandzsarra bízta. Féltestvérei (akik közös anyától származtak) rövidesen szintén fellázadtak ellene. A változatos, különféle emírek pálfordulásaival tarkított küzdelemben Tapar végig élvezhette Szandzsar támogatását, ami nagyban hozzájárult, hogy nem lehetett vele leszámolni.
Az állandó küzdelmek közepette a különböző, török eredetű helytartói–törzsfői családok önállósodni kezdtek birodalomszerte, és Irakban ismét megnőtt a beduin klánok súlya. Szintén haszonélvezői voltak a kaotikus viszonyoknak az üldözött iszmáiliták, akik ezekben az években építették ki erődhálózatukat Észak- és Kelet-Irán hegyvidékeiben (Alborz és Kúhisztán vidékén). A folyamatos ember- és pénzigénnyel küzdő Barkjáruk renoméját különösen rontotta, hogy több alkalommal toborzott iszmáilitákat a seregébe, ami a szunnita többség szemében az eretnekség pártolásának gyanújába keverte őt. Szintén nem javított a megítélésén, hogy gyakran folyamodott elkobzásokhoz és adóemelésekhez, hogy fedezni tudja háborús erőfeszítéseit. Eközben hajdani támogatóit, a nizámitákat is elidegenítette magától.
Barkjáruk betegségben halt meg 1105 elején, 25 éves korában. A szultáni címet Muhammad Tapar örökölte meg tőle, aki Szandzsar támogatásával egy időre újra stabilizálni tudta a birodalom magterületeit.